# Anoeciinae
Sous-famille
Les Anoeciinae sont une sous-famille d'insectes hémiptères de la famille des Aphididae. Les anoéciines vivent sous terre et se nourrissent des racines des plantes. 

## Liste des genres et sous-genres
Selon  Species File (5 juillet 2020) :
- genre Anoecia Koch, 1857
  - sous-genre Anoecia Koch, 1857
  - sous-genre Paranoecia Zwölfer, 1957
- genre Berendtaphis Heie, 1971 †
- genre Bolshayanoecia Heie, 1989 †
- genre Krikoanoecia Zhang & Qiao, 1996